# Божил Гроздев
Божил Георгиев Гроздев Войводов е български революционер, деец на Вътрешната македоно-одринска революционна организация.

## Биография
Божил Гроздев е роден през 1881 година в карнобатското село Евренлии, тогава в Източна Румелия, днес Железник, България. Присъединява се към ВМОРО. През лятото на 1903 година взима участие в Илинденско-Преображенското въстание с четата на Панайот Костадинов и с нея се сражава в голямото сражение при Султан тепе на 13, 14 и 15 септември. След въстанието влиза в четата на Кръстьо Българията и с нея действа из Кочанско чак до февруари 1907 година.
На 17 март 1943 година, като жител на Железник, подава молба за народна пенсия, която е одобрена и отпусната от Министерския съвет на Царство България.